# Pagurapseudes dentatus
Pagurapseudes dentatus är en kräftdjursart som först beskrevs av Brown 1956.  Pagurapseudes dentatus ingår i släktet Pagurapseudes och familjen Pagurapseudidae. Inga underarter finns listade i Catalogue of Life.